# Pietro Gentilini
Pietro Gentilini (Vergato, 13 settembre 1856 – Vergato, 1º luglio 1943) è stato un imprenditore italiano, fondatore nel 1890 dell'industria dolciaria Gentilini.

## Biografia
Dopo aver fatto esperienza nell'industria dolciaria in Gran Bretagna e Uruguay a fine Ottocento, Pietro Gentilini parte alla volta di Roma e qui, in corso Umberto n. 66, dà vita al suo primo laboratorio per la fabbricazione di pane e biscotti, e insieme alla produzione si occupa anche della vendita dei prodotti tramite il negozio annesso al forno.
Nel 1906, grazie al volume crescente degli affari, fonda la prima fabbrica, con annesso punto vendita, nell'isolato ad angolo tra le vie Alessandria e Novara.
L'attuale società, sempre di proprietà della famiglia Gentilini (terza generazione), ha sede nella zona industriale di Roma sulla via Tiburtina, dove si è trasferita nel 1957.